# Kornis (Adelsgeschlecht)

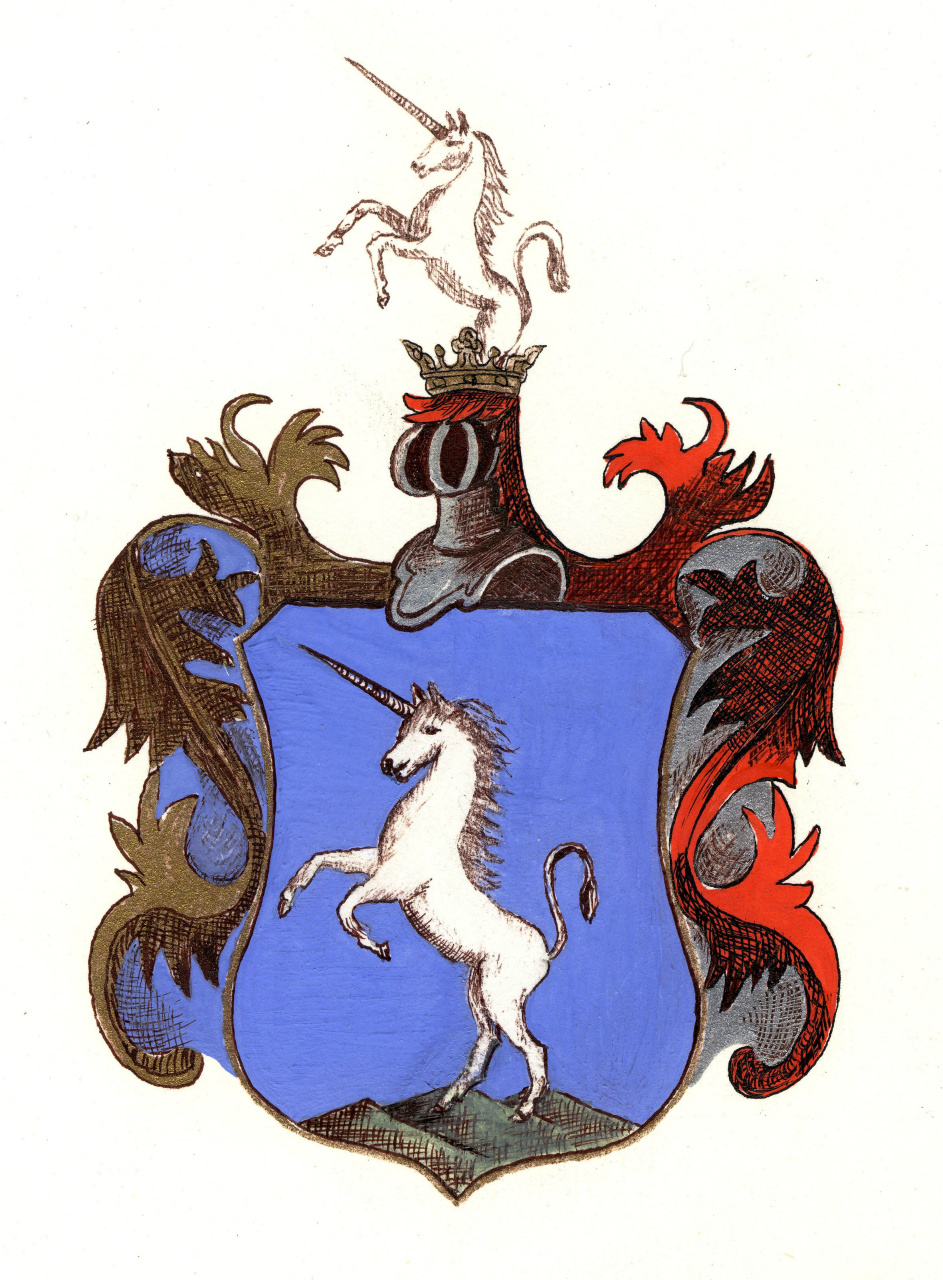
Wappen der Grafen Kornis von Göncz-Ruszka

Die Familie Kornis ist ein altes Adelsgeschlecht aus Siebenbürgen. Boldizsár Kornis wurde am 11. Februar 1636 in den siebenbürgischen Freiherrenstand erhoben und erhielt das Prädikat Göncz-Ruszka (auch: Göncruszka, Gönczruszka). Dieser war unter Georg II. Rákóczi dessen oberster Heerführer und rettete als solcher den regierenden Fürsten vor der Gefangennahme durch die Tataren. Er geriet aber selber in Gefangenschaft und musste 1660 ein Lösegeld von 60.000 Talern zahlen.
Seine Enkel erhielten am 28. Oktober 1712 den siebenbürgischen Grafenstand. Diese Enkel waren der Gouverneur von Siebenbürgen Freiherr Sigismund Kornis von Göncz-Ruszka und der Obergespan des Komitats Kufullö Freiherr Stefan Kornis von Göncz-Ruszka.

## Angehörige
- Farkas Kornis (1554–1602), Diplomat und Unterstützer des Unitarismus, der Poet Miklós Bogáti Fazekas wirkte zeitweise bei ihm als Hofpfarrer, seine Söhne Mikls und Zsigmond kämpften auf Seite des unitarischen Fürsten Moses Székely und fielen 1603 bei Brasov.
- Franciscus Kornis de Göncz-Ruszk (1731–1790), römisch-katholischer Bischof
- Sigismund (Zsigmond) Kornis de Göncz-Ruszka (1750–1809), Gubernator von Siebenbürgen
- Johann Kornis von Göncz-Ruszka (1781–1840), Gubernator von Siebenbürgen